# Інструмент адміністрування веб-сайту ASP.NET
Інструмент адміністрування вебсайту ASP.NET це утиліта, яка постачається разом із Microsoft Visual Studio, яка допомагає конфігурувати та керувати вебсайтом, створеним за допомогою Microsoft Visual Studio 2005 та пізнішими версіями.

## Історія
Інструмент адміністрування вебсайту вперше  був представлений з ASP.NET 2.0 разом з ASP.NET Microsoft Management Console (MMC) Snap-in.

## Інтерфейс
Інструмент адміністрування вебсайту ASP.NET можна отримати, натиснувши ASP.NET Configuration у Website меню[прояснити] або у меню Project  у Visual Studio 2010 Professional, або натиснувши на ASP.NET Configuration іконку у вікні Solution Explorer.
Програмний доступ до функцій, наданих інструментом адміністрування вебсайту ASP.NET, стає можливим завдяки включенню простору імен System.Web.Security до програми ASP.NET. Членство та ролі класів використовуються для зберігання, доступу та модифікації інформації користувача в базі даних ASPNETDB. Користувач може бути автентифікований за допомогою методів Membership.ValidateUser або FormsAuthentication.Authenticate. Авторизація користувача на основі сторінок реалізується за допомогою події AuthorizeRequest класу HttpApplication.

## Функції
Інструмент адміністрування вебсайту ASP.NET - це програма з багатьма вкладками, яка має наступні функції:
- Інструмент адміністрування вебсайту вкладка Безпеки
- Інструмент адміністрування вебсайту вкладка Програми
- Інструмент адміністрування вебсайту Вкладка "Постачальник"
- Інструмент адміністрування вебсайту Внутрішні

### Вкладка безпеки
Вкладка безпеки використовується для створення користувачів та ролей, групи користувачів під різними ролями та призначення правил доступу на ролевому або користувацькому рівнях. Коли вікривається Web site administration tool для зміни існуючих параметрів, в папці App_Data додатка створюється нова база даних. Ця база даних зберігає інформацію про членство в ASP.NET. Назва створеної бази даних за замовчуванням - ASPNETDB.
Вкладка безпеки спрощує та оптимізує автентифікацію та авторизацію користувачів. Це робить порівняно простим налаштовування дозволів користувачів, ніж користувальницькі системи аутентифікації на основі коду, які вимагають великої кількості часу, коштів та робочої сили. Однак головним недоліком цього інструмента є те, що правила доступу можуть бути визначені лише на рівні папок, а не на рівні сторінки.
Ви можете створювати і керувати обліковими записами користувачів, якщо ви вибрали параметр "З Інтернету" для типу перевірки автентичності (якщо ви використовуєте автентифікацію на основі форм). Якщо ви вибрали параметр "З локальної мережі" як тип автентифікації (якщо ви використовуєте інтегровану перевірку автентичності Windows), ви не можете керувати окремими обліковими записами користувачів. Якщо ви зміните тип автентифікації, вся інформація користувача, яку ви створили, буде втрачена. Крім того, правила доступу можуть більше не працювати так, як ви їх налаштували. Як правило, ви маєте вибрати тип автентифікації лише під час першого налаштування вебсайту.

### Вкладка програми
Вкладка Програма використовується для вказівки параметрів програми, налаштування параметрів SMTP та включення або відключення налагодження та відстеження окремо від інших застосувань. Вкладка Програма взаємодіє з файлом конфігурації програми (web.config), а не з базою даних ASPNETDB. Налаштування програми створюються як об'єкти та вставляються у вигляді пар ім'я-значення в файлі web.config.
Налаштування програми зберігаються у файлі конфігурації як звичайний текст. Тому, коли ви користуєтесь алаштуваннями програми, ви повинні вжити відповідних заходів безпеки. Не зберігайте конфіденційну інформацію, наприклад, імена користувачів, паролі або рядки з'єднання з базою даних у налаштуваннях програми.

### Вкладка "Постачальник"
Вкладка «Постачальник» використовується для того, щобвказати постачальника баз даних для бази даних ASPNETDB, що використовується для зберігання інформації про членство та роль інформації ASP.NET. Сторінка безпеки не відображається до тих пір, поки постачальник бази даних не вказано на вкладці Провайдерів. Провайдер SQL Data, як правило, використовується, але постачальники Oracle Data також використовуються для баз даних Oracle. Провайдер дозволяє користувачеві зберігати всі дані, пов'язані з інструментом адміністрування вебсайтів ASP.NET або з різними базами даних для кожної мети.

### Вкладка "Внутрішні"
Описує внутрішню роботу інструменту адміністрування вебвузла.
Інструмент адміністрування вебвузла надає вебінтерфейс для керування налаштуваннями конфігурації окремого вебсайту. Налаштування конфігурації зберігаються у файлах Web.config, які знаходяться в кореневій папці вебсайту. Інструмент адміністрування вебсайту змінює файл Web.config при внесенні змін до конфігурації за замовчуванням. Якщо файлу Web.config не існує та внесено зміни в Інструмент адміністрування вебвузла, створюється новий файл конфігурації. Окрім створення та маніпулювання файлами Web.config, інструмент адміністрування вебсайту також налаштовує бази даних постачальників сайтів, які підтримують певні функції. 
Коли ви використовуєте Інструмент адміністрування вебсайту вперше, він створює файл Web.config за замовчуванням для конфігурування програми. Інструмент адміністрування вебсайту також створює постачальника баз даних вебсайтів за замовчуванням, який є локальною базою даних у теці App_Data для вебсайту.